# واربوتس
واربوتس (به مجاری:  Varbóc) یک سکونتگاه مسکونی در مجارستان است که در بورشود-آبااوی-زمپلن واقع شده‌است.